# Волльмерат
Волльмерат (нем. Wollmerath) — община в Германии, в земле Рейнланд-Пфальц. 
Входит в состав района Кохем-Целль. Подчиняется управлению Ульмен.  Население составляет 206 человек (на 31 декабря 2010 года). Занимает площадь 4,06 км².